# Hermann Schwarzmann

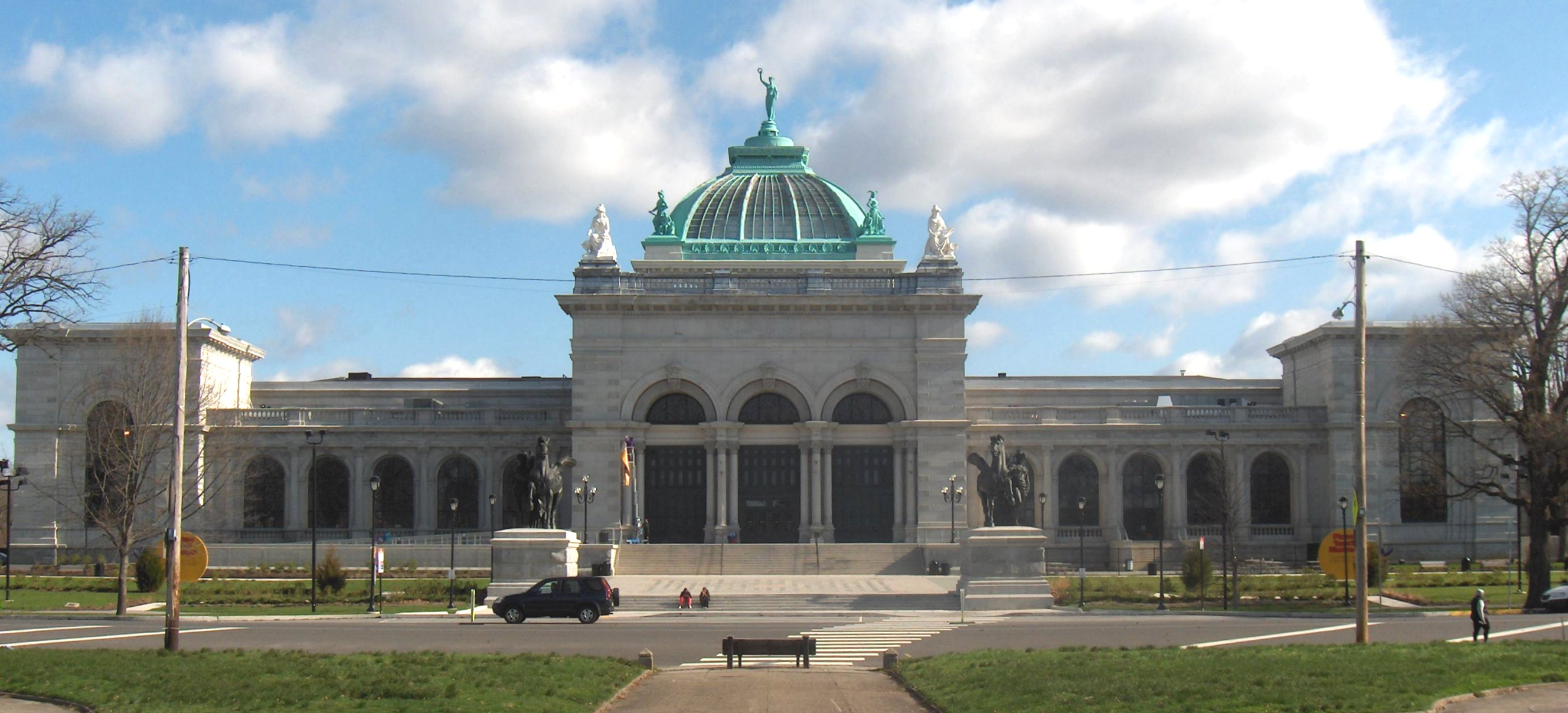
Memorial Hall renovado na Filadélfia. (2010)

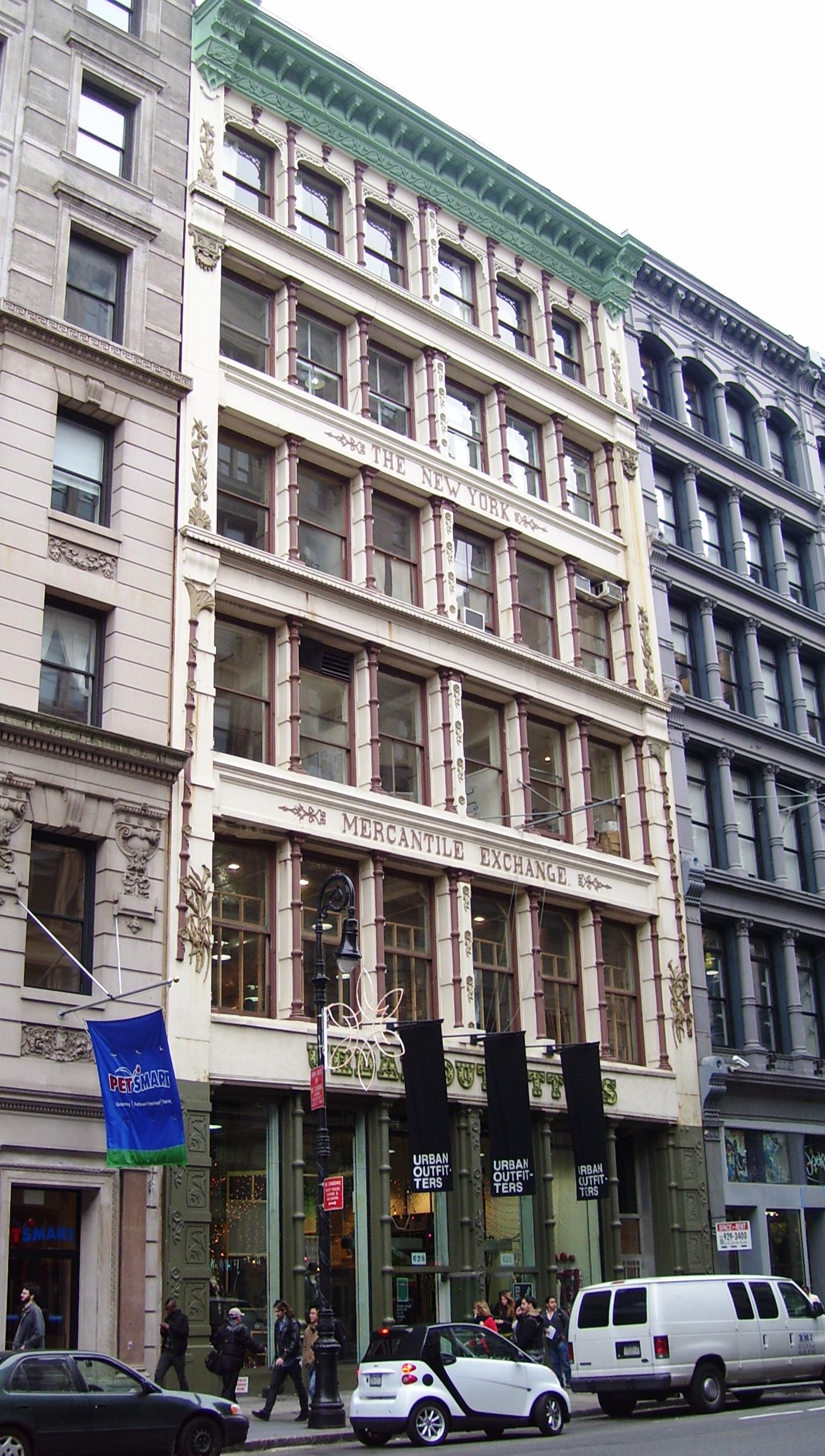
New York Mercantile Exchange, 628 Broadway, Manhattan, Nova York

Herman J. Schwarzmann (1846, Munique, Reino da Baviera - 1891, Nova York), também conhecido como Hermann J. Schwarzmann ou H. J. Schwarzmann,  foi um arquiteto americano nascido na Alemanha que trabalhou na Filadélfia e depois na cidade de Nova York.

## Início da vida
Antes de emigrar para os Estados Unidos em 1868,  Schwarzmann formou-se na Real Academia Militar de Munique e foi comissionado como tenente do Exército da Baviera.

## Filadélfia
Schwarzmann começou a trabalhar para a Comissão Fairmount Park em 1869, e em 1873  trabalhou no paisagismo do jardim zoológico de Filadélfia. Ele foi o arquiteto-chefe da Exposição Universal de 1876, projetando o Memorial Hall, o Horticultural Hall e outros edifícios.
A partir de 1876, Schwarzmann tentou entrar na prática arquitetônica privada, mas não teve sucesso na Filadélfia.

## Nova York
Schwarzmann mudou-se para Nova York e foi bem sucedido lá, alcançando destaque nacional,  e trabalhando até sua aposentadoria em 1888. Ele projetou o edifício New York Mercantile Exchange em 1882.